# Дрозди (Білоцерківський район)
Дрозди́ — село в Білоцерківській міській громаді Білоцерківського району Київської області, до 2020 року центр сільської ради. Розташоване над річкою Кам'янка. Село має промовистий герб.
Населення — близько 1 тис. жителів.
У селі діє Дроздівська загальноосвітня школа I–III ступенів, є будинок культури, православна церква.
Базується тут і підприємство доставки артезіанської питної води «Холодок».

## Історія
Нинішнє село засноване в XV–XVI ст.
Перша його назва пішла від річки, на березі якої селилися люди.
В 1544 році село було подароване польським королем Сигізмундом I, дрібному шляхтичу Михайлу Мазепі — пращуру українського гетьмана Івана Мазепи, який переіменував поселення на Мазепинці.
В XVII ст. село розрослося, і його нижня частина почала називатися Дроздами.
У 1929 році був заснований колгосп «Нове життя».

## Релігія
У селі є православна громада УПЦ МП. Після зруйнування більшовиками старого храму у 1927 році у селі не було своєї церкви. Церковна громада Української Православної Церкви Московського патріархату зареєстрована 27 вересня 1999 року, 13 жовтня 1999 року на парафію був призначений священик Михайло Тарасюк. Першу літургію у селі відслужили 4 листопада 1999 року просто неба.
28 травня 2000 року було освячене місце під будівництво храму-каплички в честь ікони Казанської Божої Матері. Церква вміщає близько 70 осіб.

## Символіка
Козацька шабля та червоний колір щита й полотнища символізують минуле села, козацьку звитягу та військовий гарт. Срібний дрізд є емблемою козацького роду Дроздів - засновників села.

## Населення

### Мова
Розподіл населення за рідною мовою за даними перепису 2001 року:
| Мова            | Кількість | Відсоток |
| --------------- | --------- | -------- |
| українська      | 976       | 98.39%   |
| російська       | 14        | 1.41%    |
| білоруська      | 1         | 0.10%    |
| інші/не вказали | 1         | 0.10%    |
| Усього          | 992       | 100%     |

## Галерея

Дроздівська сільська рада
Школа
Школа
Будинок культури
Підприємство доставки артезіанської питної води «Холодок»
Пам'ятник загиблим воїнам-односельчанам у роки ДСВ
Інший пам'ятник воїнам, загиблим у роки ДСВ
Православна церква

## Джерело
- Облікова картка на сайті ВРУ[недоступне посилання з липня 2019]